# إيميليو زيلايا
ايميليو زيلايا (بالإسبانية: Emilio Zelaya)‏ (30 يوليو 1987 بسان ميغيل دي توكومان في الأرجنتين -) هو لاعب كرة قدم أرجنتيني في مركز الهجوم. لعب مع أرجنتينوس جونيورز وأرسنال ساراندي وبانفيلد وروزاريو سنترال ونادي أوهيجينس ونادي ضمك ونادي أحد السعوديين.

## وصلات خارجية
- إيميليو زيلايا على موقع قاعدة بيانات كرة القدم.إي يو (الإنجليزية)
- إيميليو زيلايا على موقع Soccerway.com (الإنجليزية)
- إيميليو زيلايا على موقع AS.com (الإسبانية)